# Равашоль
Франсуа Клавдий Кёнигштейн (фр. François Claudius Koënigstein), более известный как Равашоль (фр. Ravachol; 14 октября 1859, Сен-Шамон, — 11 июля 1892, Монбризон) — французский анархист, казнённый за совершённые им акты индивидуального террора.

## Биография
Франсуа Клавдий Равашоль родился 14 октября 1859 года в Сен-Шамоне (департамент Луара). Мари Равашоль, его мать, работала тростильщицей шелка. Отец, немец, Жан-Адам Кёнигштейн (по прозвищу L’Allemand), был родом из Голландии и прибыл в Форе годом ранее, в 1858 году. Он работал в кузнице.
До 1862 Равашоль находится у медсестры, пока Жан-Адам Кёнигштейн не признал ребёнка и жену — Мари Равашоль. Равашоль содержался в приюте до 6-7 лет. Его отец грубо относился к своей жене и регулярно допрашивал Равашоля, чтобы найти предлог против него. Согласно Равашолю в первых воспоминаниях — попытки отца были безрезультатны. Вскоре отец отказался от семьи и вернулся в Нидерланды, где через год скончался от болезни.
Не в состоянии обеспечить своих четырёх детей, Мари Равашоль была вынуждена молить о помощи, чтобы устроить своего сына на ферму. Уже с восьми лет Равашоль упорно трудился, чтобы прокормить свою семью. Так же он пробует себя пастухом, шахтёром, портным, котельщиком до того момента, пока не находит в Сан-Шамоне рабочее место в качестве ученика красильщика.
В 18 лет Равашоль начинает читать книгу «Вечный жид» Эжена Сю, что способствует его отдалению от религиозных идей. Вскоре после лекции Поля Минка (3 декабря 1881) в Сен-Шамоне он окончательно порывает с ними. В конференциях Равашоль помогал Леони Рузад и Шарь-Эдму Шаберу, интересовался социалистической прессой, в частности «Пролетариатом» и «Жителем Парижа». После он вступает в круг социальных исследований, где встречает анархистов Туссена Борда и Режи Фора. На тот момент Равашоль — коллективист, анархистом он станет позднее.
Когда Равашоль со своим братом вернулись домой, его семья была безработной и жила в нищете, это вынудило Франсуа заняться кражей кур, чтобы хоть как-то прокормить семью. В 1888 году, чтобы заработать, он за 5 франков играл на танцах на аккордеоне, также участвовал в контрабанде алкоголя и изготовлении фальшивых денег. В 1890 году был арестован за кражу и посажен в тюрьму Сен-Этьен.
В ночь с 14 по 15 мая 1891 Равашоль осквернил захоронение графини Рошетель, чтобы снять с трупа украшения, но украшений на теле женщины не оказалось.
18 июня 1891, в Шамбле, он убивает и грабит Жака Брюнеля, 93-х летнего отшельника, занимающегося подаяниями с 50 лет. Нуждающийся, но не без состояния, старик накапливал пожертвования в то время, как сам жил в крайней нищете. Преступление было обнаружено в полдень 21 июня. Полиция быстро установила убийцу и 27 июня устроила ловушку для Равашоля. Арест проходит вместе с комиссаром Тейшне и пятью инспекторами, но ему удается сбежать.
Активно разыскиваемый полицией, он подстраивает самоубийство 13 июля, а в это время едет в Барселону к Полю Бернару. На тот момент анархист был заочно осуждён в ноябре или декабре 1890 на 2-3 года тюремного заключения за «подстрекательство к убийствам, грабежам и поджогам». В Барселоне Равашоль вместе с товарищами занялся производством взрывчатых веществ, после чего переезжает в 1891 году в Париж под именем Леона Леже, где находит убежище у Чарльза Шоментина.

## Случай при Клиши
Равашоль был одним из зачинщиков двух нападений на судей, которые участвовали в деле Клиши. 1 мая 1891 года, в день стрельбы Формье, тридцать протестантов прошли от Леваллуа-Перре до Клиши, неся перед собой красное знамя. Около трёх часов знамя убрали и демонстрантов разогнали, а комиссар Лабусьер отдал приказание захватить эмблему. Вследствие этого инцидента была перестрелка, некоторые полицейские отделались лёгкими ранениями. В результате трое анархистов были арестованы, в их числе был и Луи Левейе, который выстрелил сам в себя. Прибыв на пост, они были подвергнуты жестоким пыткам за свой бунт. На судебном процессе 28 августа того же года генеральный адвокат Було потребовал смертной казни в отношении одного из подсудимых. Приговор вынесен строгий: Анри Луи Декамп — 5 лет тюрьмы, Карл-Август Дардари — 3 года, Луи Левейе — 5—6 лет.
Делом заинтересовались в анархистской газете. В ней подчеркивается образцовое отношение Анри-Луи Декампа на процессе и насилие по отношению к его товарищам. Себастьян Фор издал брошюру разбирательства этого анархистского дела в уголовном суде. Жестокостью полиции рассматривается вызов анархистов. Идти решает Равашоль с несколькими спутниками.

## Кража в Суази-сюр-Сен
В ночь с 14 на 15 февраля 1892 из карьера Суази-сюр-Сен были украдены 360 динамитных блоков, 3 кг пороха, 100 м фитиля и 1400 капсюль-детонаторов. Расследование сразу показало направление на анархистов Парижа. Полиция стала подозревать грабителей в подготовке нападения на испанское посольство во время первомайской демонстрации. 23 февраля полиция провела массовый обыск у анархистов, в том числе Жана Грава, издателя журнала Le Révolté, Константа Мартина и Эмиля Пуже. Поиски оказались безрезультатными, если не считать Бенуа Шолбри и Бордье, у них были обнаружены несколько динамитных шашек, похищенных из Суази-сюр-Сен.

## Террористические акты

### Теракт на бульваре Сан-Жермен
Первой целью Равашоля становится комиссариат Клиши. Его планируют подорвать 7 марта 1892 с помощью 50-ти динамитных шашек. Осознав сложность операции, группа решает сменить цель на советника Эдмонда Бенуа, на тот момент председателя при Клиши. Адрес советника Равашоль нашёл в телефонной книге. На разведку, к месту проживания Бенуа, отправился Шарль Саймон. Он прибыл на бульвар Сен-Жермен, но так и не нашёл нужный этаж, где живёт советник. Консьерж дома, Августин Пино, попросту проигнорировал присутствие Саймона.
11 марта около 18:00 группа отправилась на трамвае до места встречи с Бенуа. С ними так же отправился Шарль Шоментин, но затем он отказался от участия, так как у него была семья о которой нужно было заботиться. Возле театра Bouffes du Nord Равашоль отпустил Шарля Саймона и Йосифа Била, отправив их в Сен-Дени. Заложив бомбу на первом этаже, Равашоль зажег фитиль. Он быстро выбежал на тротуар, после чего раздался взрыв. Будучи на суде Равашоль сказал: «Я думал, что дом падал на меня!». В итоге был ранен один человек, но Э. Бенуа не получил никаких ранений. На тот момент ущерб был оценен в 40 000 франков.

### Теракт в казарме
13 марта Равашоль с товарищами планируют ещё один теракт, теперь уже против адвоката Було. Равашоль и Саймон изготавливают новую бомбу, на этот раз состоящую из 120 динамитных шашек.
15 марта бомба была взорвана в казарме Лобау. В ответ на это происходит мобилизация всех подразделений полиции. В прессе печатается описание Равашоля, где указывают на его отличительный признак в виде шрама на левой руке.
17 марта были арестованы Саймон и Шоментин, за что анонимный информатор получил 800 франков. Равашолю удалось сбежать от полиции и отправиться в Сен-Мандре, где у него была комната для укрытия. Чтобы снизить риск быть узнанным, Равашоль сбривает бороду и решается продолжить попытки покушения на Було. На суде Шоментин сообщает, что Леон Леже и Равашоль — это один и тот же человек.

### Теракт на улице Клиши
27 марта в 6:20 Равашоль на автобусе добирается до улицы Клиши и закладывает бомбу на втором этаже дома № 39. Когда Равашоль отошёл от здания на 50 метров, бомба взорвалась. В результате взрыва пострадали семь человек, а нанесённый ущерб впоследствии был оценен в 120 000 франков.
После взрыва он сел в автобус и доехал до Ботанического сада, чтобы оценить нанесенный ущерб. Неожиданно для Равашоля автобус изменил свой маршрут, и в итоге увидеть итоги своего взрыва ему так и не удалось. Около 11 утра он зашёл в ресторан, который расположен на бульваре Магента, чтобы встретиться там с официантом Жюлем Леро. Жюль Леро имел неплохие знания в области военной службы, и Равашоль решил использовать его в своих интересах для планирования новых целей анархистов. По секрету он рассказывает Леро о только что произошедшем взрыве. Официант был весьма заинтригован, но все же решил оставить Равашоля.

## Арест
30 марта 1892 Равашоль возвращается в ресторан. Жюль Леро, встревоженный событиями, описанными в прессе, сообщает в полицию об участии Равашоля в совершении взрывов и атак. Равашоля с трудом задерживают комиссар Дреш и десять офицеров.
25 апреля, накануне суда над Равашолем, была взорвана бомба в том самом ресторане, убившая хозяина и клиента, однако Жюль Леро не получил никаких ранений. После инцидента официант собирает деньги и уезжает из Франции за границу во избежание репрессий со стороны анархистов. Вернувшись обратно, Леро устраивается работать в полицию и получает там должность.

## Процессы

### Процесс перед судом присяжных Сены
Судебное разбирательство над Равашолем не затягивают, и 26 апреля он и его спутники появляются в суде присяжных Сены. Суд проходит под строжайшим контролем, чтобы избежать нападения анархистов: чтобы принять участие в процессе, необходимо показать пропуск. В 11:00 обвиняемый предстал перед судом. Обвинителем становится генеральный прокурор Кенэ де Бёрэпэр. Защитником — мэтр Лагасс. Процесс проходит спокойно. Равашоль предпринимает попытки реабилитировать своих товарищей и взять на себя всю ответственность за нападения. Свои действия он объясняет желанием отомстить за осуждённых в связи с первомаем 1891 года и жертв жестокого обращения полиции. Равашоль показывает себя человеком, который добр и справедлив к угнетенным и безжалостен с людьми, заставляющими других страдать. Приговор неожидан для всех: Чарльз Саймон и Равашоль приговорены к пожизненным каторжным работам, а трое других подсудимых — оправданы.
Чарльза Шоментина жестоко осуждают анархисты, считают его предателем, доносчиком, никчемным человеком.
Итоги: Равашоль приговорён к пожизненным каторжным работам, Чарльз Саймон умер в тюрьме во время восстания осуждённых. В сентябре 1894 Франсуа Бриенс был смертельно ранен надсмотрщиком Москартом. Перед смертью он говорит: «Я погибаю из-за анархии, анархисты, отомстите за меня». 21 октября Москарт и двое его коллег убегают. Восстание быстро распространено, но и быстро придушено. В наказание за это убиты 11 осуждённых, из них такие анархисты как Жюль Леозьер, Эдуард Маррёкс, Бенуа Шевене и т. д.
23 октября Чарльз Саймон смертельно ранен.

### Процесс перед судом присяжных Луар
Второе судебное разбирательство проходит 21 июня в Монбризон. Равашоль обвиняется в совершении нескольких преступлений до терактов. Он признается в нарушении захоронения и убийстве отшельника, но категорически не признает за собой вину за убийство Варизель и Сен-Этьен. Его участие в двойном убийстве в Сен-Этьен базируется на показаниях Чарльза Шоментина 27 марта.
Равашоль защищается, говоря, что убил он только ради того, чтобы обеспечить жизнь себе и своим родным. Но дело Равашоля признано безнадёжным.

## Казнь
Казнь Равашоля была назначена на 11 июля 1892 года в Монбризоне, палачом выступал Луи Дейбле. Равашоль отказался от капеллана. Идя к гильотине, он пел. Последними его словами были: «Vive la ré…», после чего опустился нож гильотины. Скорее всего, он хотел сказать: «Да здравствует революция».

## Факты
- В 1970 году половина головы Равашоля, сохранившаяся в Медицинской школе Парижа, была украдена.[источник не указан 1716 дней]